# Mount Cerberus (Antarktika)
Mount Cerberus ist ein markanter und 1600 m hoher Berg im ostantarktischen Viktorialand. In der Olympus Range ragt er mit zahlreichen Nebengipfeln zwischen dem Lake Vida und dem Mount Orestes auf.
Wissenschaftler einer von 1958 bis 1959 durchgeführten Kampagne der neuseeländischen Victoria University’s Antarctic Expeditions benannten ihn nach dem dreiköpfigen Hund Cerberus aus der griechischen Mythologie.